# Solenopsis brevipes
Solenopsis brevipes es una especie de hormiga del género Solenopsis, subfamilia Myrmicinae.